# Pfarrkirche Wallern im Burgenland

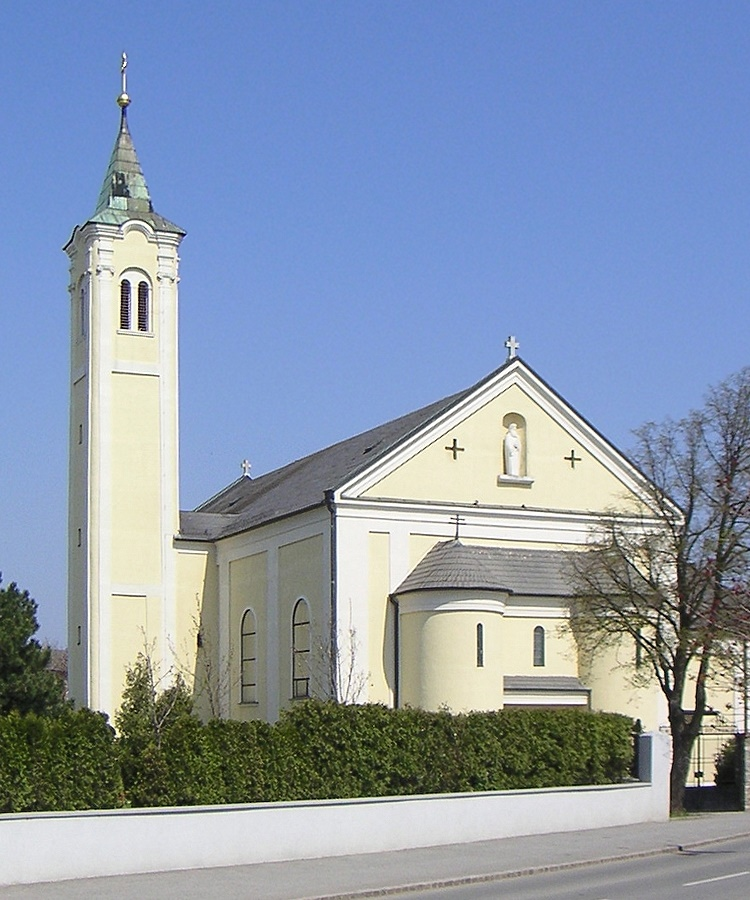
Kath. Pfarrkirche hl. Matthäus in Wallern

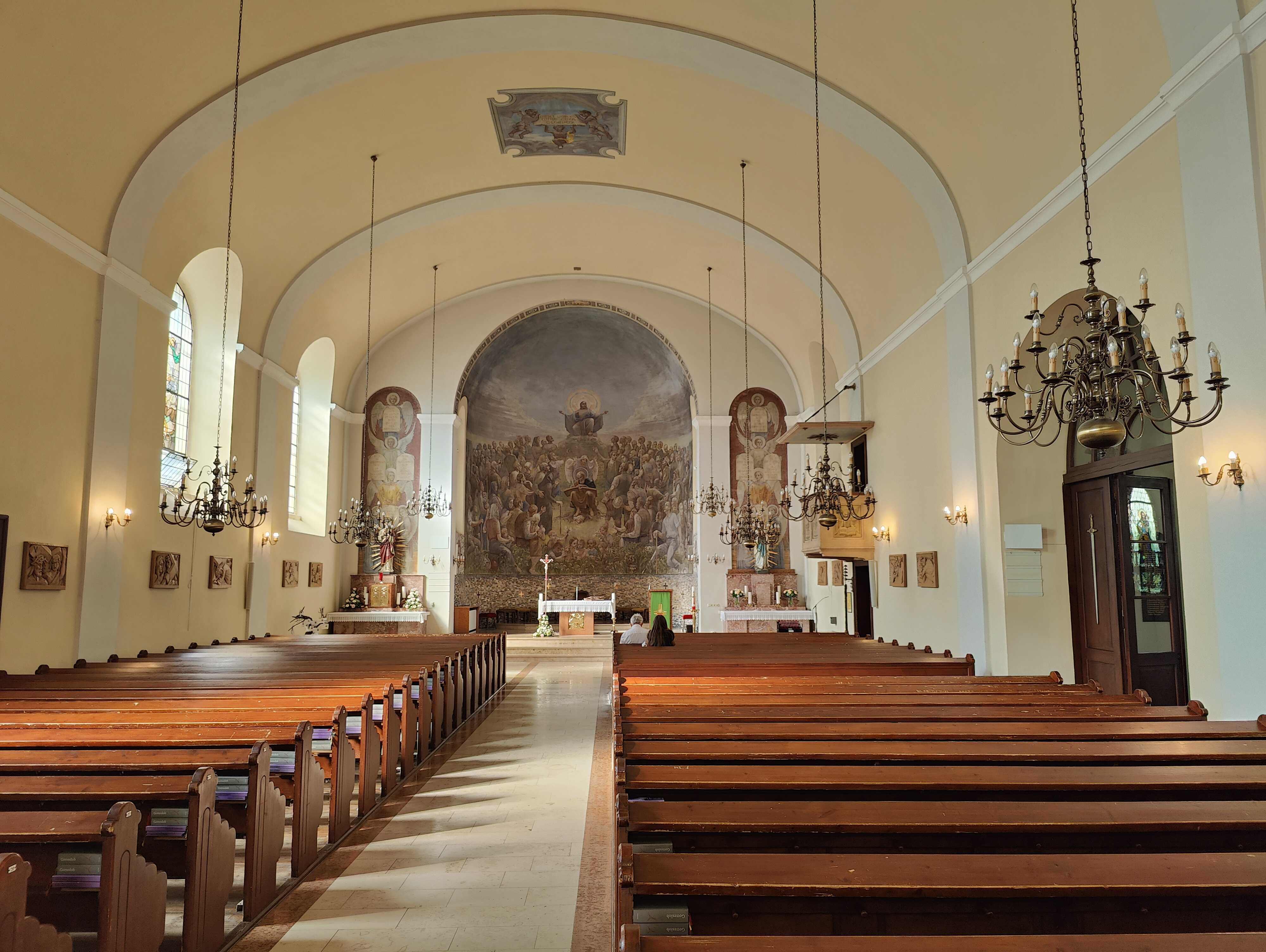
Kircheninneres

Die römisch-katholische Pfarrkirche Wallern im Burgenland steht in der Marktgemeinde Wallern im Burgenland im Bezirk Neusiedl am See im Burgenland. Die Pfarrkirche hl. Matthäus gehört zum Dekanat Frauenkirchen in der Diözese Eisenstadt. Die Kirche steht unter Denkmalschutz.

## Geschichte
Eine Pfarre wurde 1734 genannt. Eine kleine Kirche wurde 1761 baulich erweitert. 1881 erfolgte mit dem Stadtbaumeister Josef Schmalzhofer aus Wien eine Erweiterung. 1931 wurde die Kirche baulich verändert. 1974 war eine Restaurierung.

## Architektur
Der große einfache Kirchenbau hat nördlich eine eingezogene Rundapsis und östlich der Polygonalchor der barocken Kirche. Der südseitig freistehende Turm aus 1761 hat durchgehend ionische Eckpilaster und trägt einen vierseitigen Pyramidenhelm.
Das fünfjochige Langhaus ist ein großer tonnengewölbter Raum.

## Ausstattung
Im barocken Chor wurde eine Kriegergedächtniskapelle eingerichtet. Die Orgel aus 1991 mit 16 Registern wurde von Orgelbau M. Walcker-Mayer in Guntramsdorf gebaut.